# Projekt Seerosenteich
Projekt Seerosenteich ist das erste Livealbum von Philipp Poisel. Es erschien am 17. August 2012 bei Grönland Records. Es stieg auf Platz 1 der deutschen Charts ein.

## Entstehung
Das Album wurde nach der gleichnamigen Tour benannt, die im Frühling 2012 stattfand. Die Stücke wurden live mit Streichquartett und einem alten Klavier gespielt. Die Sängerin Alin Coen begleitete Poisel.

## Titelliste
CD1
1. Schweigen ist Silber
2. Für keine Kohle dieser Welt
3. Wo fängt dein Himmel an
4. Markt und Fluss
5. Im Garten von Gettis
6. Halt mich
7. Eiserner Steg
8. Liebe meines Lebens
9. Seerosenteich

CD2
1. Zünde alle Feuer
2. Ich und Du
3. Hab keine Angst
4. Wie soll ein Mensch das ertragen
5. Mit jedem deiner Fehler
6. Durch die Nacht
7. Bis nach Toulouse
8. Zwischen Innen und Außen
9. Als gäb’s kein morgen mehr
10. Ich will nur

Froh dabei zu sein erschien nicht auf der CD, da dieses Lied im Originalkonzert ganz ohne Verstärkung gespielt wird. Somit wurde es auch nicht aufgezeichnet.

## Rezeption

### Rezensionen
Sarah Mikoleizik vom Magazin Focus gab dem Album 4 von 5 Sternen und schrieb, jeder Song sei ein „kleines Schmuckstück“: „Obwohl sich kein einziger neuer Song auf dem Livealbum findet, ist der Hörer doch überrascht, denn jedes Stück klingt ein klein wenig anders, als man es kennt.“ Simon Langemann von Laut.de vergab 4 von 5 Sternen. Er schrieb, die Stücke stünden „mit Applaus-Fadeout statt nahtloser Übergänge ein wenig alleine da“. Im Großen und Ganzen präsentiere Philipp Poisel das Projekt Seerosenteich aber als rundum gelungen.

### Charts und Chartplatzierungen
Projekt Seerosenteich erreichte in Deutschland die Chartspitze der Albumcharts und platzierte sich eine Woche an ebendieser sowie vier Wochen in den Top 10 und 91 Wochen in den Charts. In Österreich erreichte das Album Rang sieben und platzierte sich zwei Wochen in den Top 10 und 21 Wochen in den Charts. In der Schweizer Hitparade erreichte Projekt Seerosenteich in drei Chartwochen mir Rang 32 seine höchste Chartnotierung. 2012 platzierte sich das Album auf Rang 42 der deutschen Album-Jahrescharts sowie auf Rang zehn der deutschen Independent-Jahrescharts.
Für Poisel ist es nach Wo fängt dein Himmel an? und Bis nach Toulouse der dritte Charterfolg in den deutschen und österreichischen Albumcharts sowie nach Bis nach Toulouse der zweite in der Schweiz. In Deutschland ist es nach Bis nach Toulouse der zweite Top-10-Erfolg, in Österreich ist es sein erster. Mit Projekt Seerosenteich erreichte Poisel erstmals die Chartspitze der deutschen Albumcharts. In allen drei Ländern konnte sich bis heute kein Album von Poisel länger in den Charts platzieren.
| ChartsChartplatzierungen | Höchstplatzierung | Wochen |
| ------------------------ | ----------------- | ------ |
| Deutschland (GfK)        | 1 (91 Wo.)        | 91     |
| Österreich (Ö3)          | 7 (21 Wo.)        | 21     |
| Schweiz (IFPI)           | 32 (3 Wo.)        | 3      |

| ChartsJahrescharts (2012) | Platzierung |
| ------------------------- | ----------- |
| Deutschland (GfK)         | 42          |

### Auszeichnungen für Musikverkäufe
| Land/Region        | Auszeichnungen für Musikverkäufe (Land/Region, Auszeichnung, Verkäufe) | Verkäufe |
| ------------------ | ---------------------------------------------------------------------- | -------- |
| Deutschland (BVMI) | Gold                                                                   | 100.000  |
| Insgesamt          | 1× Gold ·                                                              | 100.000  |